# Phylica axillaris
Phylica axillaris är en brakvedsväxtart som beskrevs av Jean-Baptiste de Lamarck. Phylica axillaris ingår i släktet Phylica och familjen brakvedsväxter.

## Underarter
Arten delas in i följande underarter:
- P. a. cooperi
- P. a. densifolia
- P. a. gracilis
- P. a. hirsuta
- P. a. lutescens
- P. a. maritima
- P. a. microphylla
- P. a. pulchra